# Марина Марковић (уметница)
Марина Марковић (Београд, 1983) је визуелна уметница. Дипломирала и магистрирала сликарство на Факултету ликовних уметности у Београду. Од 2006. године интензивно излаже на разним фестивалима, сајмовима уметности, групним и самосталним изложбама широм Србије, САД, Велике Британије, Јапана, Италије, Мексика и шире. Добитница је Награде „Димитрије Башичевић Мангелос” 2011. године и Награде за цртеж „Владимир Величковић” 2021. године.

## Биографија
Марина је рођена 1983. године у Београду. Дипломирала је 2008. године на Факултету ликовних уметности у Београду, у класи професора Драгана Јовановића. Магистрирала је на истом факултету. Први пут је самостално излагала 2008. године у оквиру Панчевачког бијенала (Holy Liposuction), потом у Великој галерији Дома културе Студентски град (Опаке тулумбе и даље желе моју смрт, 2008), у Дому омладине (Нећу да прогутам, 2009). Са групом уметника oсновала је 2010. године независну уметничку асоцијацију Трећи Београд. Суоснивачица је Naked Art Residency Међународног програма уметника у резиденцији Гола Глава, Србија. Гостујућа је професорка на РУФА универзитету у Риму и такође је заступљена у галерији „X Vitamin” у Београду. 

## Радови (избор)
Марина истиче да је тело и телесне праксе централни мотив њеног уметничког рада који се креће између бављења личним искуствима и разматрањима комплексних друштвених питања постављених у односу на тело жене. Однос према телу у њеној уметничкој пракси кретао се од објективизације сопственог тела до третмана телесних ритуала и везе између физиолошких, биолошких, психолошких и политичких искустава.  
Искуство анорексије у раној младости одредило је њен правац уметничког деловања ка политикама тела, конструкцији и деконструкцији рода и сексуалности као и економији жеље. У раду Дневник анорексије свакодневно је документовала период почетка стања које је започело гладовањем и опседнутошћу храном, до деветомесечног лечења анорексије у болници и периода опоравка. У раду Анорексија, пре и после документовала је једногодишњи „процес” опоравка од анорексије. Тело је третирала као скулптурални материјал, док у партиципативном видео перформансу Жвакање и пљување указује на спектар патолошких понашања везана за конзумирање хране. 
„Не постоји стварност осим телесности, јер је женско тело праг на коме се природа и наука суочавају са културом и политиком.” - Марија Ратковић.